# Bärbel Ballhorn
 Bärbel Ballhorn (* 21. November 1941 in Aschersleben) ist eine deutsche Politikerin (SPD Sachsen-Anhalt). Sie war von 1990 bis 1994 Mitglied im Landtag Sachsen-Anhalt.

## Ausbildung und Leben
Bärbel Ballhorn machte nach dem Abschluss der Mittelschule eine Ausbildung am Institut für Lehrerbildung in Quedlinburg und arbeitete danach als Unterstufenlehrerin in Aschersleben.
Sie legte das Abitur an der Volkshochschule ab und machte 1964–1968 eine Ausbildung am Institut für Lehrerbildung „Erich Weinert“ in Magdeburg. Bis 1991 war sie Fachlehrerin für deutsche Sprache und Literatur an der 2. POS in Aschersleben. 1965 bis 1988 war sie ehrenamtliche Lehrerin für Berufsberatung.
Bärbel Ballhorn ist römisch-katholischer Konfession und verheiratet.

## Politik
Bärbel Ballhorn war bis November 1989 parteilos. Sie war Gründungsmitglied der SDP in Aschersleben. Auch gehörte sie zu den Gründern der AsF und des ASB in ihrem Heimatort. Sie wurde bei der ersten Landtagswahl in Sachsen-Anhalt 1990 über die Landesliste der SPD in den Landtag gewählt.
Anfang Mai 1992 trat Bärbel Ballhorn der von Joachim Auer gegründeten DSU-Fraktion bei und war dort stellvertretende Vorsitzende. Bärbel Ballhorn wurde Vorsitzende der von ihr neu gegründeten Steuerzahlerpartei. Im Jahr 1994 schloss sie sich mit Gerd Brunner und den ehemaligen Mitgliedern der aufgelösten DS-Fraktion (Deutsch Soziale Fraktion, Nachfolgerin der DSU-Fraktion und dem fraktionslosen Abgeordneten Wilfried Hofmann) zur Fraktion Unabhängiger Abgeordneter (FUA) zusammen. 1994 war sie Mitglied der 10. Bundesversammlung.